# 滑蓋杜父魚
滑蓋杜父魚為輻鰭魚綱鮋形目杜父魚亞目杜父魚科杜父魚屬的其中一種。僅分布於美國愛達荷州的木材河流域，被IUCN列為次級保育類動物，棲息在具礫石底質的激流區，體長可達11公分。

## 擴展閱讀
維基物種上的相關：滑蓋杜父魚